# Adoxomyia argenteofasciata
Adoxomyia argenteofasciata är en tvåvingeart som först beskrevs av Mario Bezzi 1906.  Adoxomyia argenteofasciata ingår i släktet Adoxomyia och familjen vapenflugor. Inga underarter finns listade i Catalogue of Life.